# 芬兰200步兵团
200步兵团（芬蘭語：Jalkaväkirykmentti 200, JR 200) 是第二次世界大战期间芬兰陆军的一个基本全部由愛沙尼亞人组成的单位。为抵抗苏联，他们选择了加入芬军而非德军。

## 背景
1939年9月，苏联入侵波兰，之后又吞併波罗的海三国。1940年8月，爱沙尼亚共和国被苏联正式吞并。在接下来的一年里，上千名爱沙尼亚人遭苏方逮捕、处决，或被关进蘇聯的古拉格。苏德于1941年6月22日开战后，苏联政府将大约30000名爱沙尼亚人强征入红军。德國佔領愛沙尼亞後，尽管大多数爱沙尼亚人一开始将德方视作解放者，但很快便意识到他们只是又一个侵略者。但苏联的暴行尚历历在目，于是很多爱沙尼亚男青年在德占之初志愿加入德军抗击苏联。
在如此背景下，那些想抵挡苏联红军却又出于意识形态原因或历史恩怨而不愿穿上德军制服的爱沙尼亚人便加入芬兰军队。二十多年前的愛沙尼亞獨立戰爭期间，曾有约4000名芬兰志愿者支援爱沙尼亚。这一次，爱沙尼亚人為报答芬兰当年的支援而加入芬军。

## 在芬兰武装部队服役
早在冬季战争期间就曾有很多爱沙尼亚志愿者加入芬兰陆军，到了1943年初春，又有愛沙尼亞人穿越芬蘭灣來到芬蘭。第一批志愿者组成了47步兵团的第三营。1943年秋，愛沙尼亞德国占领当局开始强征1925年出生的爱沙尼亚男青年入伍，于是便有更多的爱沙尼亚人志愿前往芬兰从军。
1944年2月8日，芬兰陸軍元帥卡尔·古斯塔夫·埃米尔·曼纳海姆下令组建爱沙尼亚志愿者团，即200步兵团。该团由两个营组成，每个营各下辖4个连（番号为第1至第8连），编制中另有第13迫击炮连和第14反坦克连。1944年5月4日时，200步兵团共有1973名爱沙尼亚人和361名芬兰人，军官人数为67，士官人数为165。该团于1944年夏季在芬兰前线參與了維堡-彼得羅扎沃茨克攻勢。1944年6月10日，该团在維堡灣周边掘壕据守。

## 芬兰200步兵团在爱沙尼亚
1944年8月，德方开始撤出爱沙尼亚。芬兰的战事也即将结束，200步兵团的官兵们希望能返回爱沙尼亚，继续战斗。1944年8月1日，芬兰广播公司宣布芬兰政府及总统里斯托·吕蒂即将辞职。次日，爱沙尼亚外交官亞歷山大·華馬宣布爱沙尼亚共和国国家委员会已发送电报，呼吁爱沙尼亚人返回祖国。次日，芬兰政府收到了来自爱沙尼亚方面的信件。在信中，爱沙尼亚方面要求芬兰政府将爱沙尼亚志愿团及其全部装备交还給該國。
接着芬方宣布将解散200步兵团，並表示所有志愿者可自由返乡。他们与德方也达成了协议，返乡的爱沙尼亚人将不受任何追究。